# Graham Jones (cầu thủ bóng đá người Anh)
Graham Jones (sinh năm 1957) là một cựu cầu thủ bóng đá chuyên nghiệp người Anh thi đấu ở vị trí hậu vệ.

## Sự nghiệp
Sinh ra ở Bradford, Jones kí hợp đồng với Bradford City vào tháng 2 năm 1974 sau khi chơi bóng nghiệp dư, rời câu lạc bộ vào tháng 7 năm 1979 để đầu quân cho Gainsborough Trinity. Trong thời gian với Bradford City ông có 4 lần ra sân ở Football League.